# الکس سکوتارک
الکس سکوتارک (انگلیسی: Alex Skotarek؛ زادهٔ ۲ آوریل ۱۹۴۹) بازیکن فوتبال اهل ایالات متحده آمریکا است.
از باشگاه‌هایی که در آن بازی کرده‌است می‌توان به باشگاه فوتبال ام‌وی‌وی ماستریخت اشاره کرد.
وی همچنین در تیم ملی فوتبال ایالات متحده آمریکا بازی کرده‌است.